# 新納石城
新納石城（にいろいしのじょう）または石城（いしのじょう）は、宮崎県児湯郡木城町石河内にあった南北朝時代から戦国時代中頃の日本の城（山城）。伊東四十八城の1つであり石城合戦の舞台となった。亀城とも呼ぶ。

## 概要
小丸川の蛇行部分に西側から強く突出した丘陵に築城された山城で、不明瞭だが西側からの侵入を防ぐ空堀が残る。城域は現在、武者小路実篤が理想郷として開設した、日向新しき村（一般社団法人）の敷地となっている。
かつては南北朝時代の築城と言われ、永禄年間（1558年–1570年）には伊東氏の管轄下にあり、長友源二郎が城主を務めていたとされる。
天正6年（1578年）、豊後大友氏の日向侵攻の際、これに呼応した長倉祐政・山田宗昌ら伊東家家臣団が新納石城に立てこもり、南から侵略してきた薩摩島津軍を撃退・放逐した（石城合戦）。同年8月1日に日向に入国した大友の家臣・木上宗閑はこのことを報じ、大友本軍に新納石城確保のための援軍を要請した。